# Worcester Reed Warner
Worcester Reed Warner (Cummington, 16 de maio de 1846 — Eisenach, 25 de junho de 1929) foi um engenheiro mecânico, empresário, astrônomo e filantropo estadunidense.
Com Ambrose Swasey fundou a Warner & Swasey Company.
Morreu em Eisenach, Saxe-Weimar, Alemanha, e sepultado no Cemitério de Sleepy Hollow.

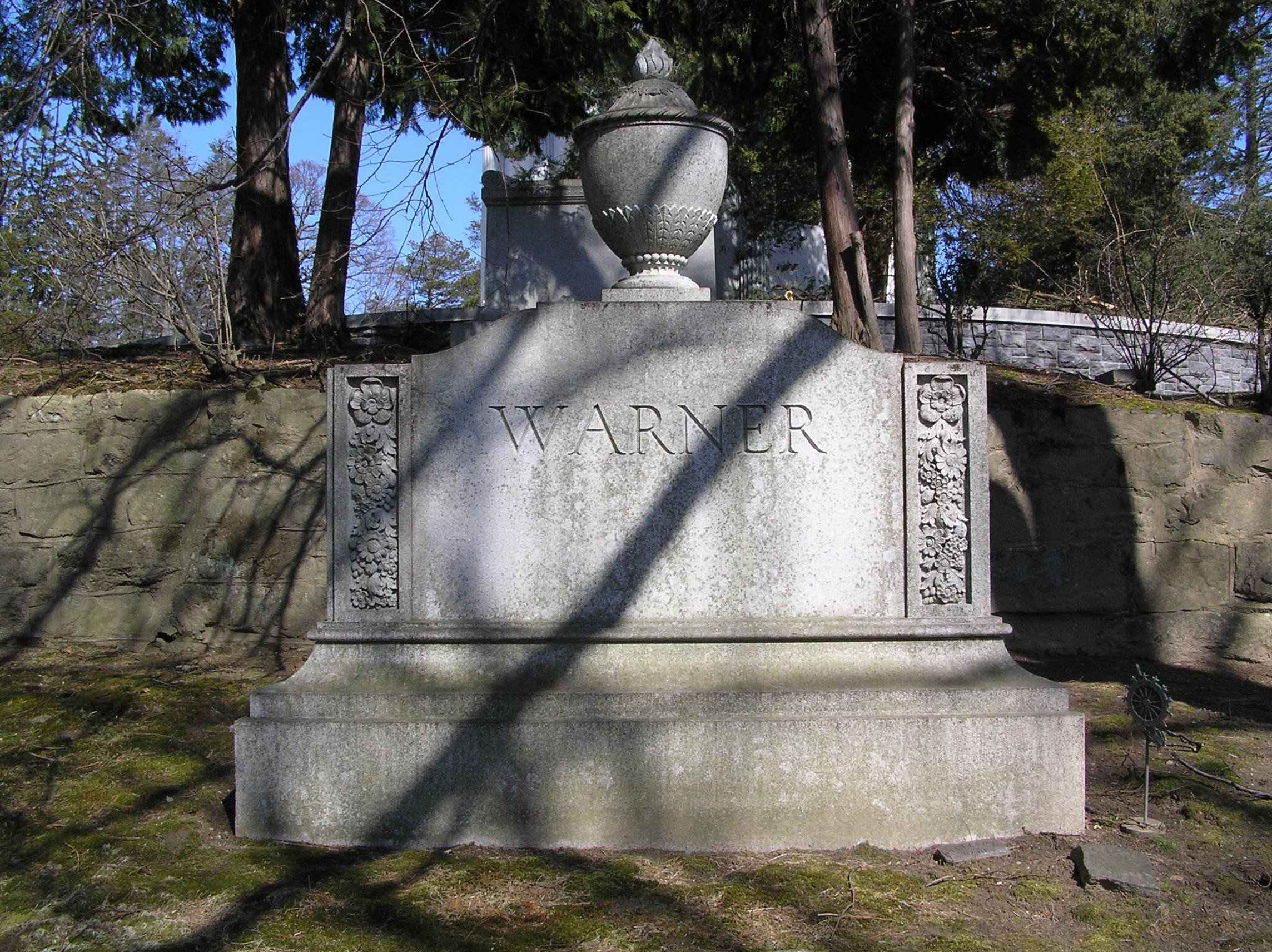
Sepultura de Worcester Reed Warner

## Medalha Worcester Reed Warner
A Medalha Worcester Reed Warner é concedida pela ASME por "contribuições de destaque para a literatura permanente da engenharia". Foi estabelecida por herança em 1930.